# Escelidoterins
Els escelidoterins (Scelidotheriinae) són una subfamília extinta de mamífers pilosos de la família dels milodòntids que visqueren a Sud-amèrica des de l'Oligocè inferior fins al Plistocè superior, fa entre 12.000 i 29 milions d'anys. Se n'han trobat restes fòssils a l'Argentina, Bolívia, el Brasil, Colòmbia, l'Equador, el Paraguai, el Perú, l'Uruguai i Xile. L'anatomia del musell indica que es nodrien de fruita, brots tendres i altres plantes. Tenien el crani estret i allargat. L'espècie Scelidotherium leptocephalum devia pesar entre 600 i 1.000 kg.
Hi ha autors que la classifiquen com la família dels escelidotèrids (Scelidotheriidae).